# Bernbruch (Kamenz)
Bernbruch (obersorbisch Bambruch) ist ein Ortsteil der Stadt Kamenz im sächsischen Landkreis Bautzen. Am 1. Januar 1999 wurde Bernbruch nach Kamenz eingemeindet. Der Ortsteil Bernbruch liegt nördlich von Kamenz an der S 94. Durch den Ort fließt der Bach Schwosdorfer Wasser.